# Stegeborgsleden
Stegeborgsleden är en 250 meter lång färjeled som går över viken Slätbaken mellan Norrkrog och Söderkrog före inloppet till Göta kanal. Vägnummer är 852 och 839. Överfarten tar cirka 3 minuter. Leden trafikeras av lindragen färja.

## Historik
Färjeleden har sannolikt funnits i en eller annan form sedan Stegeborgs slott uppfördes under Gustav Vasas tid. Färjetrafiken kom i organiserad form igång omkring 1920. År 1953 tog dåvarande Vägverket över ansvaret för leden. Sedan 2004 trafikeras leden med färjan Elvira, som konverterades till eldrift sommaren 2017.